# Бушнелл (Іллінойс)
Бушнелл (англ. Bushnell) — місто (англ. city) в США, в окрузі Макдоно штату Іллінойс. Населення — 2718 осіб (2020).

## Географія
Бушнелл розташований за координатами 40°33′6″ пн. ш. 90°30′17″ зх. д. / 40.55167° пн. ш. 90.50472° зх. д. (40.551619, -90.504684).  За даними Бюро перепису населення США в 2010 році місто мало площу 5,53 км², з яких 5,51 км² — суходіл та 0,02 км² — водойми.

## Демографія
Згідно з переписом 2010 року, у місті мешкало 3117 осіб у 1306 домогосподарствах у складі 836 родин. Густота населення становила 564 особи/км².  Було 1408 помешкань (255/км²).
Расовий склад населення:
| - 97,4 % — білих - 0,4 % — чорних або афроамериканців - 0,3 % — корінних американців |

До двох чи більше рас належало 1,6 %. Частка іспаномовних становила 1,3 % від усіх жителів.
За віковим діапазоном населення розподілялося таким чином: 24,4 % — особи молодші 18 років, 58,1 % — особи у віці 18—64 років, 17,5 % — особи у віці 65 років та старші. Медіана віку мешканця становила 40,7 року. На 100 осіб жіночої статі у місті припадало 94,3 чоловіків;  на 100 жінок у віці від 18 років та старших — 93,5 чоловіків також старших 18 років.
Середній дохід на одне домашнє господарство  становив 43 697 доларів США (медіана — 34 912), а середній дохід на одну сім'ю — 50 608 доларів (медіана — 43 790). Медіана доходів становила 39 464 долари для чоловіків та 25 977 доларів для жінок. За межею бідності перебувало 16,1 % осіб, у тому числі 24,8 % дітей у віці до 18 років та 3,4 % осіб у віці 65 років та старших.
Цивільне працевлаштоване населення становило 1297 осіб. Основні галузі зайнятості: освіта, охорона здоров'я та соціальна допомога — 31,8 %, виробництво — 17,9 %, транспорт — 8,5 %, будівництво — 8,4 %.